# Patrick Strzoda

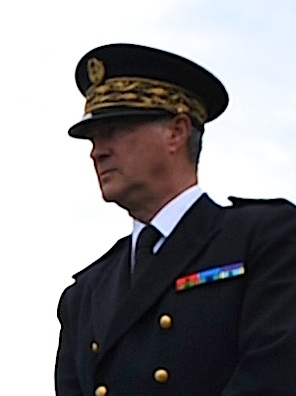
Patrice Strzoda

Patrick Strzoda (Thann, 5 januari 1952) is een Frans hoger ambtenaar. Hij werd op 14 mei 2017 benoemd tot directeur van het kabinet van president Emmanuel Macron.

## Levensloop
Strzoda behaalde een licentiaat Engels aan de Université de Franche-Comté en een licentiaat in de rechten aan de Universiteit van Straatsburg.
Hij begon zijn loopbaan in 1975 als surveillant in de beroepsschool in Mulhouse en vervolgens als adviseur op het ministerie van Onderwijs. 
Van 1983 tot 1985 hernam hij zijn studies, ditmaal aan de École nationale d'administration (ENA, promotie Leonardo da Vinci) en oefende een gevarieerd aantal functies uit:
- kabinetsdirecteur bij de prefect van de Dordogne (1985),
- onderprefect  in Saint-Jean-de-Maurienne (1987),
- secretaris-generaal van het organisatiecomité voor de Olympische Winterspelen 1992 in Albertville (Savoie) (1989-1992),
- secretaris-generaal van de prefectuur van de Drôme (1992),
- onderprefect in Arles (1992),
- hoofd van de Dienst informatie en publieke relaties op het ministerie van Binnenlandse Zaken (1996),
- secretaris-generaal voor de toenmalige regio Rhône-Alpes (1997-2002),
- prefect van de Hautes-Alpes (2002),
- prefect van de Deux-Sèvres (2004),
- directeur-generaal bij de Conseil général de la Savoie (2005),
- directeur-generaal van de Openbare dienst voor de aanleg van de Rhône (2008),
- prefect van de Hauts-de-Seine (2009),
- prefect van Corsica (2011-2013),
- prefect van de regio Bretagne (2013-2016),
- kabinetsdirecteur van minister van Binnenlandse Zaken Bernard Cazeneuve (april 2016),
- kabinetsdirecteur van eerste minister Bernard Cazeneuve (december 2016).

In april 2017 werd hij benoemd om vanaf 16 mei prefect van Parijs te worden. Hij had geen tijd om die functie op te nemen, want op 14 mei werd hij benoemd tot kabinetsdirecteur bij de Franse president.

## Bijzonderheden
- Tijdens zijn periode als prefect van Corsica kreeg hij doodsbedreigingen. Hij werd dan ook bijzonder zwaar beschermd.
- Toen hij prefect was in Bretagne grepen hevige manifestaties plaats tegen de nieuwe Wet op de Arbeid, waarbij een student getroffen werd door een flashball en een oog verloor. De prefect verdedigde de acties van de politie en werd hiervoor in de radicaal-linkse middens zwaar op de korrel genomen.[2]